# Liste der Biografien/Zig
Liste der Biografien |
Portal Biografien |
Personensuche
# |
A |
B |
C |
D |
E |
F |
G |
H |
I |
J |
K |
L |
M |
N |
O |
P |
Q |
R |
S |
T |
U |
V |
W |
X |
Y |
Z |
?
 
Za |
Zb |
Zc |
Zd |
Ze |
Zf |
Zg |
Zh |
Zi |
Zj |
Zk |
Zl |
Zm |
Zn |
Zo |
Zr |
Zs |
Zu |
Zv |
Zw |
Zy |
Zz
 
Zia |
Zib |
Zic |
Zid |
Zie |
Zif |
Zig |
Zih |
Zij |
Zik |
Zil |
Zim |
Zin |
Zio |
Zip |
Zir |
Zis |
Zit |
Ziu |
Ziv |
Ziw |
Zix |
Ziy |
Ziz
Die Liste der Biografien führt alle Personen auf, die in der deutschsprachigen Wikipedia einen Artikel haben. Dieses ist eine Teilliste mit 39 Einträgen von Personen, deren Namen mit den Buchstaben „Zig“ beginnt.

## Zig

### Ziga
- Ziga, Christine (* 1982), ghanaische Fußballschiedsrichterin
- Žiga, Mirko Švenda (* 1964), kroatischer Sänger
- Žiga, Miroslav (* 1973), slowakischer Fußballspieler
- Žiga, Peter (* 1972), slowakischer Politiker, Mitglied des Nationalrats
- Zigahl, Angela (* 1885), deutsche Lehrerin und Politikerin (Zentrum), MdL
- Žigaitytė-Nekrošienė, Audronė (* 1957), litauische Komponistin, Musikpädagogin, -kritikerin und -journalistin
- Žigajevs, Jurijs (* 1985), lettischer Fußballspieler
- Zigal, Wladimir Jefimowitsch (1917–2013), sowjetischer bzw. russischer Bildhauer
- Ziganda, José Ángel (* 1966), spanischer Fußballspieler und -trainer
- Zigann, Matthias (* 1968), deutscher Jurist und Richter am Einheitlichen Patentgericht
- Zigante, Frédéric (* 1961), französischer Gitarrist
- Žigante, Suzana (* 1994), US-amerikanisch-kroatische Fußballspielerin
- Žigart, Urška (* 1996), slowenische RadrennfahrerinUrška Žigart (* 1996)

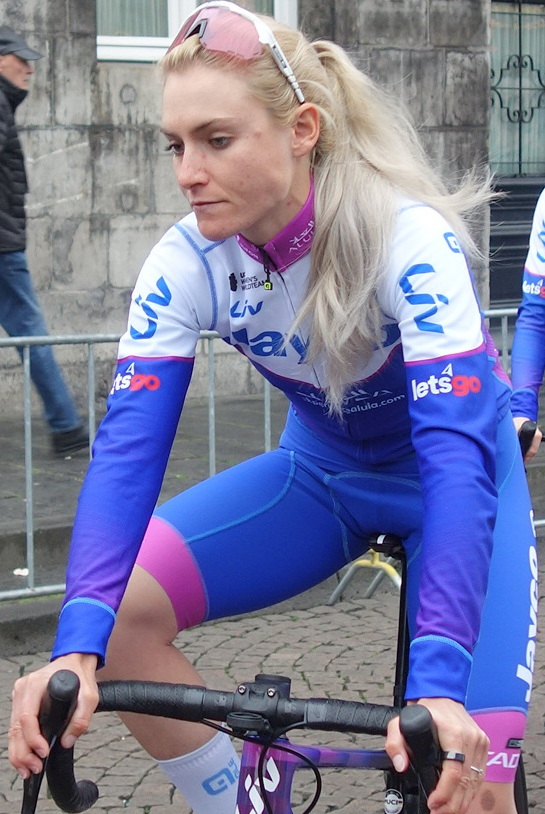
Urška Žigart (* 1996)

### Zigd
- Zigdis, Ioannis (1913–1997), griechischer Politiker

### Zige
- Zigelski, Franz-Jürgen (* 1941), deutscher Schauspieler und Musicaldarsteller
- Zigerli, Hugo (* 1960), Schweizer Eishockeyspieler
- Zigerli, Manuel (* 1989), Schweizer Eishockeyspieler
- Zigerlig, Hilmar (1946–2021), Schweizer Fussballspieler
- Zigeuner, Gustav (1886–1979), österreichischer Jurist und 1956 Präsident des Verfassungsgerichtshofes der Republik Österreich

### Zigg
- Ziggiotti, Renatus (1892–1983), italienischer Ordensgeistlicher, Generaloberer der Salesianer Don Boscos
- Ziggiotto, Giovanni (1954–1977), italienischer Motorradrennfahrer
- Ziggy X, deutscher DJ und Produzent

### Zigi
- Žigić, Nikola (* 1980), serbischer Fußballspieler
- Žigić, Sandra (* 1988), kroatische Fußballspielerin
- Zigiotti Olme, Julia (* 1997), schwedische FußballspielerinJulia Zigiotti Olme (* 1997)

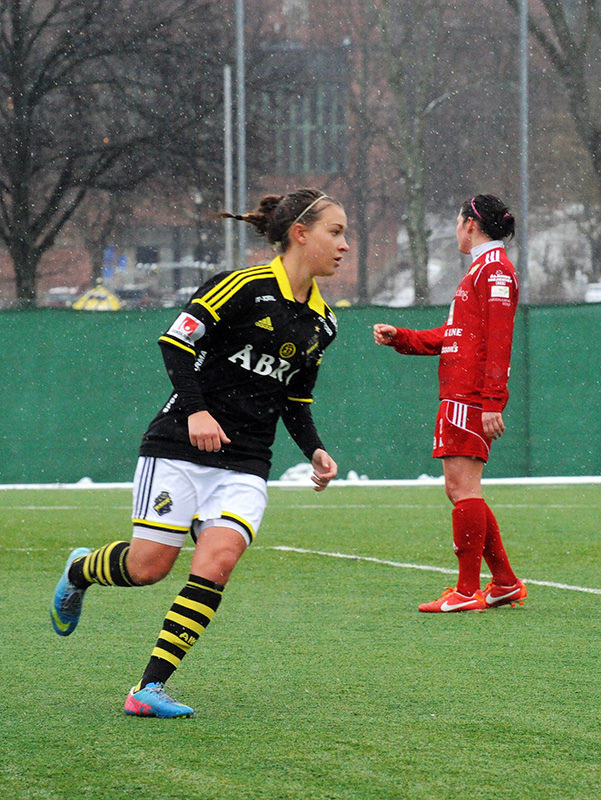
Julia Zigiotti Olme (* 1997)

### Zigl
- Ziglarski, Hans (1905–1975), deutscher Boxer
- Zigler, Edward (1930–2019), amerikanischer Entwicklungspsychologe und Hochschullehrer
- Zigliara, Tommaso Maria (1833–1893), italienischer Kardinal

### Zigm
- Zigman, Aaron (* 1963), US-amerikanischer Filmkomponist und Musikproduzent
- Zigman, Joseph (1916–1996), US-amerikanischer Regisseur, Produktionsleiter und Filmeditor
- Zigmund, Eliot (* 1945), US-amerikanischer Jazzschlagzeuger

### Zigo
- Zigomanis, Mike (* 1981), kanadischer Eishockeyspieler und -trainer
- Zigon, Franz (1924–2023), österreichischer Schwimmer und Wasserballspieler
- Zigong (520 v. Chr.–456 v. Chr.), Philosoph
- Zigoni, Gianmarco (* 1991), italienischer Fußballspieler

### Zigr
- Zigra, Johann Gotthard (1773–1843), deutscher Apotheker und Archivar
- Zigra, Johann Hermann (1775–1857), deutscher Gärtner, Gartenbauunternehmer und Botaniker
- Zigrosser, Carl (1891–1975), US-amerikanischer Kunsthistoriker und Kurator

### Zigu
- Ziguélé, Martin (* 1957), zentralafrikanischer Politiker, Premierminister der Zentralafrikanischen Republik